# Сейм Латвии

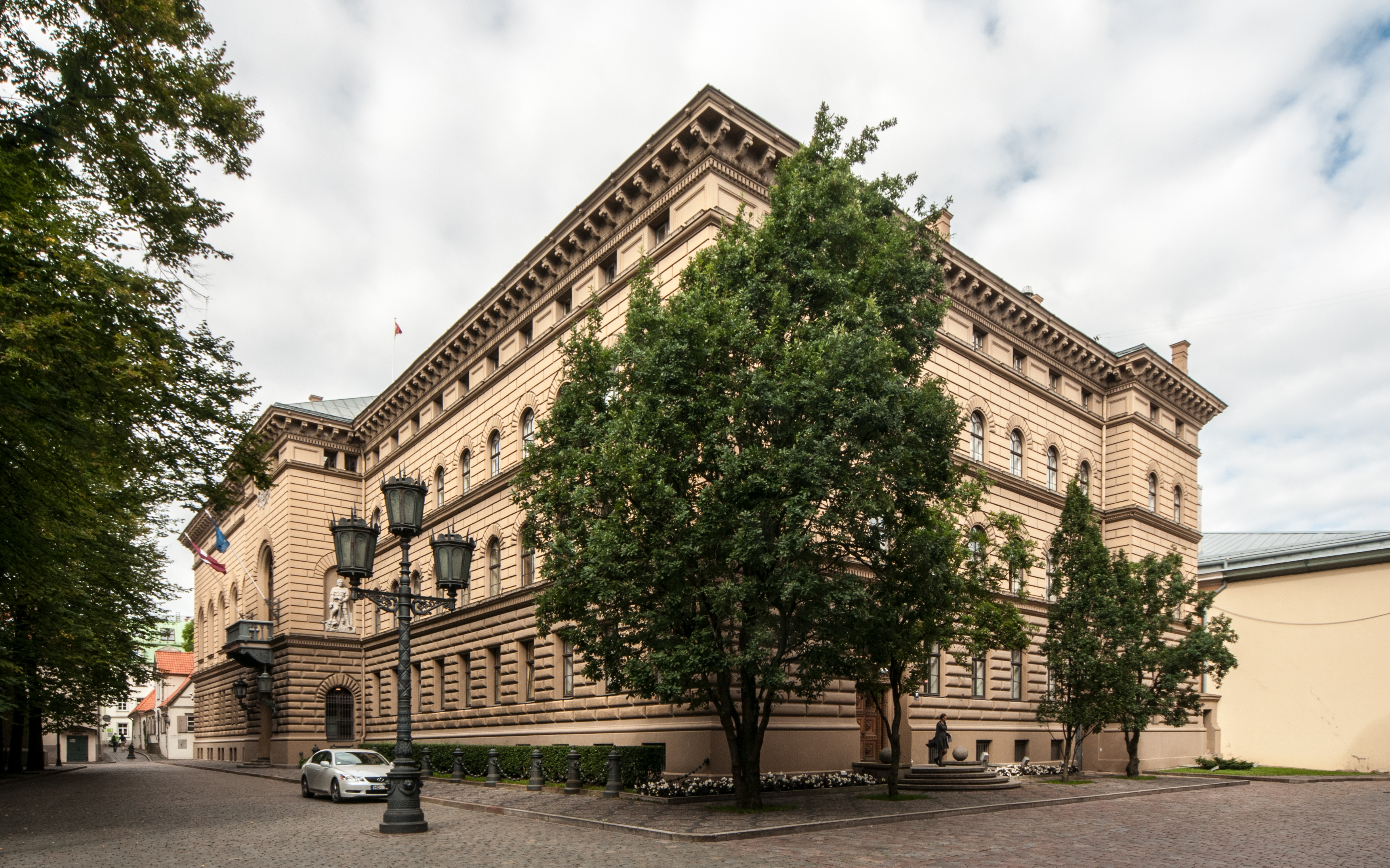
Здание Сейма на ул. Екаба, 11

Сейм Латвии (латыш. Saeima) — парламент Латвии. Действующий председатель Сейма (с 20 сентября 2023 года) — Дайга Миериня, представляющая фракцию «Союз зелёных и крестьян».

## Этимология
В русском языке принято обозначать парламент Латвии словом «Сейм» аналогично другим странам региона, однако в латышском языке он, в отличие от других парламентов, называется не «Seims», а «Saeima» (Саэйма), что происходит от старинной формы слова eima («идти, ходить») и означает «большая сходка, собрание». В таком значении это латышское слово использовалось для обозначения собраний с XIX века.

## История

### Предыстория
Независимость Латвии была провозглашена Народным советом, который не являлся выборным органом. Первым латвийским парламентом, прообразом нынешнего Сейма, стало Учредительное собрание, избранное 17-18 апреля 1920 года. Учредительное собрание приняло основополагающие государственные акты, в том числе Декларацию о латвийском государстве и Конституцию (Сатверсме). На основании Конституции 7-8 октября 1922 года состоялись выборы первого Сейма Латвии; из 88 предложенных партийных списков в Сейм прошло 20 партий.

### Хронология созывов
- Народный совет Латвии (1918—1920 гг.), действовал как временный законодательный орган до выборов 1920 года.
- Учредительное собрание Латвии (1920—1922 гг.), первый парламент Латвии.
- Первый Сейм (1922—1925 гг.)
- Второй Сейм (1925—1928 гг.)
- Третий Сейм (1928—1931 гг.)
- Четвертый Сейм (1931—1934 гг.), распущен при государственном перевороте К. Улманиса.
- «Народный Сейм» (1940 г.), к выборам был допущен только просоветский «Блок трудового народа». Преобразован в Верховный Совет Латвийской ССР 1-го созыва. В советское время формальные выборы в Верховный Совет республики проводились каждые 4-5 лет. 18 марта 1990 года был избран Верховный Совет Латвийской ССР 12-го созыва, принявший 4 мая того же года Декларацию о восстановлении независимости Латвийской Республики и на её основании преобразованный в Верховный Совет Латвийской Республики. 6 июля 1993 года Верховный Совет сложил полномочия в пользу вновь избранного Сейма Латвии.
- Пятый Сейм (1993—1995 гг.)
- Шестой Сейм (1995—1998 гг.)
- Седьмой Сейм (1998—2002 гг.)
- Восьмой Сейм (2002—2006 гг.)
- Девятый Сейм (2006—2010 гг.)
- Десятый Сейм (2010—2011 гг.). 28 мая 2011 года президент Валдис Затлерс инициировал процедуру роспуска 10-го Сейма. Референдум о роспуске состоялся 23 июля 2011 года, по результатам референдума Сейм был распущен. Новые выборы были назначены на 17 сентября 2011 года[3], и в новый Сейм прошли пять партий.
- Одиннадцатый Сейм (2011—2014 гг.)
- Двенадцатый Сейм (2014—2018 гг.)
- Тринадцатый Сейм (2018—2022 гг.)
- Четырнадцатый Сейм (с 2022 года)

## Полномочия
- принятие законов, принятие изменений и дополнений в законы;
- утверждение государственного бюджета, утверждение изменений и дополнений государственного бюджета;
- утверждение ратификации и денонсации международных договоров требующих изменение законов;
- объявление состояния войны и утверждение заключения договора о мире;
- объявление амнистии.

## Состав и избрание
Состоит из 100 депутатов, избираемых по пропорциональной системе по многомандатным округам, сроком на 4 года (до Шестого Сейма — раз в 3 года). Заградительный барьер — 5 % (до выборов 1993 года барьера не было).

### Время выборов
Выборы проходят в первую субботу октября (кроме выборов Пятого Сейма и внеочередных выборов Одиннадцатого). 

### Избирательное право
Активное избирательное право — с 18 лет, пассивное — с 21 года.

### Избирательные округа
- Рижский;
- Видземский;
- Латгальский;
- Земгальский;
- Курземский.

## Конституирование
Вновь избранный Сейм собирается на первое заседание в первый вторник ноября. Первое его заседание открывает председатель Сейма предыдущего созыва. Сейм сам проверяет полномочия своих членов. 

## Комиссии (2019)
Комиссии по: внешней политике; бюджету и финансам (налогам); юридическим вопросам; правам человека и общественным делам; образованию, культуре и науке; обороне, внутренним делам и предотвращению коррупции; госуправлению и самоуправлениям; народному хозяйству, среде, аграрной и региональной политике; социальным и трудовым вопросам; мандатам, этике и заявлениям; запросам; общественным расходам и ревизиям; национальной безопасности; гражданству, миграции и сплочению общества; устойчивому развитию, а также комиссия по европейским делам.

## Статус членов Сейма
Член Сейма не может быть привлечён к ответственности за голосование или мнение высказанное на заседании Сейма. Член Сейма может быть арестован, подвергнут обыску или против него может быть начато уголовное дело только с согласия самого Сейма. Члены Сейма получают вознаграждение из государственной казны.

## Законодательный процесс
Право законодательной инициативы принадлежит группам не менее 5 членов Сейма, Кабинету Министров, Президенту и одной десятой части избирателей. Законы принимаются Сеймом, промульгируются и публикуются Президентом, который обладает слабым суспензивным вето, для преодоления которого Сейму требуется только повторное принятие законопроекта. 

## Состав Сейма по фракциям (ноябрь 2022 года)
| Партия                                                                  | Голоса | %     | Места | Формирование правительства |
| ----------------------------------------------------------------------- | ------ | ----- | ----- | -------------------------- |
| Новое единство                                                          | 173425 | 18,97 | 26    | Коалиция                   |
| Союз зелёных и крестьян                                                 | 113676 | 12,44 | 16    | Коалиция                   |
| Объединённый список                                                     | 100631 | 11,01 | 15    | Оппозиция                  |
| Национальное объединение «Всё для Латвии!» — «Отечеству и свободе/ДННЛ» | 84939  | 9,29  | 13    | Оппозиция                  |
| Политическая партия «За стабильность!»                                  | 62168  | 6,80  | 11    | Оппозиция                  |
| «Прогрессивные»                                                         | 56327  | 6,16  | 10    | Коалиция                   |
| Латвия на первом месте                                                  | 57033  | 6,24  | 9     | Оппозиция                  |
| Итого                                                                   | 914022 | 100   | 100   |                            |